# Liste der Kulturgüter in Hinwil
Die Liste der Kulturgüter in Hinwil enthält alle Objekte in der Gemeinde Hinwil im Kanton Zürich, die gemäss der Haager Konvention zum Schutz von Kulturgut bei bewaffneten Konflikten, dem Bundesgesetz vom 20. Juni 2014 über den Schutz der Kulturgüter bei bewaffneten Konflikten sowie der Verordnung vom 29. Oktober 2014 über den Schutz der Kulturgüter bei bewaffneten Konflikten unter Schutz stehen.
Objekte der Kategorie A sind im Gemeindegebiet nicht ausgewiesen, Objekte der Kategorie B sind vollständig in der Liste enthalten, Objekte der Kategorie C fehlen zurzeit (Stand: 1. Januar 2022). Unter übrige Baudenkmäler sind weitere geschützte Objekte zu finden, die im Verzeichnis der Objekte von überkommunaler Bedeutung der kantonalen Denkmalpflege zu finden und nicht bereits in der Liste der Kulturgüter enthalten sind.

## Kulturgüter
| Foto |                                                                               | Objekt                                                  | Kat. | Typ | Standort                               | Beschreibung |
| ---- | ----------------------------------------------------------------------------- | ------------------------------------------------------- | ---- | --- | -------------------------------------- | ------------ |
| ja   | Datei hochladen · Wikidata zu Doppelbauernhaus (1761, Ortsmuseum) (Q29932752) | Doppelbauernhaus KGS-Nr.: 07489                         | B    | G   | Oberdorfstrasse 11 706435 / 239995     |              |
| ja   | Datei hochladen · Wikidata zu Burgstelle Schlossbühl (Q29932754)              | Schlossbühl, mittelalterliche Burgstelle KGS-Nr.: 07490 | B    | F   | 707150 / 240650                        |              |
| ja   | Datei hochladen · Wikidata zu Ruine Bernegg (Q1757902)                        | Bernegg, mittelalterliche Burgruine KGS-Nr.: 07491      | B    | F   | Girenbad, Ober-Bernegg 708000 / 240750 |              |
| ja   | Datei hochladen · Wikidata zu Reformierte Kirche Hinwil (Q16101816)           | Reformierte Kirche KGS-Nr.: 07492                       | B    | G   | Felsenhofstrasse 6 706522 / 239862     |              |
| BW   | Datei hochladen                                                               | Ortsmuseum KGS-Nr.: 17228                               | B    | S   | Oberdorfstrasse 11 706431 / 239993     |              |

## Übrige Baudenkmäler
| ID       | Foto |                                                         | Objekt                                            | Kat.   | Typ | Standort                                          | Beschreibung |
| -------- | ---- | ------------------------------------------------------- | ------------------------------------------------- | ------ | --- | ------------------------------------------------- | ------------ |
| 11700106 | ja   | Datei hochladen                                         | Schloss Girenbad, Hausteil 1                      | C      | G   | Badstrasse 7 708426 / 240938                      |              |
| 11700111 | ja   | Datei hochladen                                         | Badekurhaus Girenbad                              | B reg. | G   | Badstrasse 2 708436 / 240893                      |              |
| 11700152 | ja   | Datei hochladen                                         | Trafostation D 280 Turm                           | B reg. | G   | Girenbad 708095 / 240894                          |              |
| 11700207 | ja   | Datei hochladen                                         | Ehemaliger Bauernhof mit Scheune                  | C      | G   | Wernetshausen, Bachtelstrasse 106 709331 / 238647 |              |
| 11700226 | ja   | Datei hochladen                                         | Ehemaliger Bauernhof                              | C      | G   | Wernetshausen, Bachtelstrasse 104 709318 / 238605 |              |
| 11700280 | ja   | Datei hochladen                                         | Hof Bernegg, Wohnhaus mit Garage                  | C      | G   | Berneggstrasse 9 707855 / 240200                  |              |
| 11700396 | ja   | Datei hochladen                                         | Wohnhaus                                          | C      | G   | Wernetshausen, Tarnstrasse 1 707657 / 239286      |              |
| 11700606 | ja   | Datei hochladen                                         | Reihenwohnhaus, Hausteil 2                        | C      | G   | Oberhofstrasse 16 705077 / 238127                 |              |
| 11700654 | ja   | Datei hochladen                                         | Doppelwohnhaus, Hausteil 1                        | B reg. | G   | Betzholzstrasse 10/12 704547 / 238757             |              |
| 11700655 | ja   | Datei hochladen                                         | Doppelwohnhaus, Hausteil 2                        | B reg. | G   | Betzholzstrasse 8 704542 / 238765                 |              |
| 11701084 | ja   | Datei hochladen                                         | Reihenhäuser, Archivgebäude                       | B reg. | G   | Oberdorfstrasse 13 706438 / 239988                |              |
| 11701085 | ja   | Datei hochladen                                         | Reihenhäuser, Wohnhaus                            | B reg. | G   | Oberdorfstrasse 15 706439 / 239984                |              |
| 11701326 | ja   | Datei hochladen                                         | Villa Schätti, Wohnhaus mit Arztpraxis            | C      | G   | Dürntnerstrasse 12a 706122 / 239815               |              |
| 11701340 | ja   | Datei hochladen · Wikidata zu Bahnhof Hinwil (Q5767755) | Bahnhof Hinwil, Aufnahmegebäude mit Güterschuppen | B reg. | G   | Bahnhofplatz 1–3 705961 / 239751                  |              |

Legende: Im Wesentlichen siehe Legende der Liste der Kulturgüter von nationaler und regionaler Bedeutung, mit folgenden Ausnahmen:
- Anstelle der KGS-Nummer wird als Objekt-Identifikator (ID) die Inventarnummer im Verzeichnis der Objekte von überkommunaler Bedeutung des kantonalen Denkmalschutzamtes verwendet.
- Bei den Kategorien wird wie folgt unterschieden: B kant. = Objekt von kantonaler Bedeutung (Kanton Zürich); B reg. = Objekt von regionaler Bedeutung (Kanton Zürich).